# 500 miles d'Indianapolis 1916

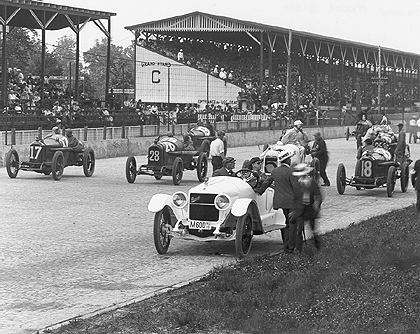
La grille de départ de l'édition 1916 de l'Indy 500.

Les 500 miles d'Indianapolis 1916, courus sur l'Indianapolis Motor Speedway et organisés le 30 mai 1916, ont été remportés par le pilote britannique Dario Resta sur une Peugeot. En raison des restrictions entraînées par la Première Guerre mondiale, la course n'était programmée que sur 120 tours, soit 300 miles.

## Grille de départ
| Ligne | Intérieur       | Intérieur centre   | Extérieur centre | Extérieur     |
| 1     | Johnny Aitken   | Eddie Rickenbacker | Gil Anderson     | Dario Resta   |
| 2     | Barney Oldfield | Howdy Wilcox       | Tom Rooney       | Charlie Merz  |
| 3     | Pete Henderson  | Wilbur D'Alene     | Arthur Chevrolet | Jules Devigne |
| 4     | Ora Haibe       | Josef Christiaens  | William Chandler | Aldo Franchi  |
| 5     | Art Johnson     | Dave Lewis         | Tom Alley        | Ralph Mulford |
| 6     | Louis Chevrolet |                    |                  |               |

La pole fut réalisée par Johnny Aitken à la moyenne de 155,607 km/h.

## Classement final
| no | Pilote             | Voiture             | Tours | Temps/Abandon   |
| 1  | Dario Resta        | Peugeot             | 120   | 3 h 34 min 17 s |
| 2  | Wilbur D'Alene     | Duesenberg          | 120   |                 |
| 3  | Ralph Mulford      | Peugeot             | 120   |                 |
| 4  | Josef Christiaens  | Sunbeam             | 120   |                 |
| 5  | Barney Oldfield    | Delage              | 120   |                 |
| 6  | Pete Henderson     | Maxwell             | 120   |                 |
| 7  | Howdy Wilcox       | Premier             | 120   |                 |
| 8  | Art Johnson        | Crawford-Duesenberg | 120   |                 |
| 9  | Williams Chandler  | Crawford-Duesenberg | 120   |                 |
| 10 | Ora Haibe          | Osteweg-Wisconsin   | 120   |                 |
| 11 | Tom Alley          | Duesenberg          | 120   |                 |
| 12 | Louis Chevrolet    | Frontenac           | 82    | mécanique       |
| 13 | Gil Anderson       | Premier             | 75    | fuite d'huile   |
| 14 | Dave Lewis         | Crawford-Duesenberg | 71    | mécanique       |
| 15 | Johnny Aitken      | Peugeot             | 69    | moteur          |
| 16 | Jules Devigne      | Delage              | 61    | accident        |
| 17 | Tom Rooney         | Premier             | 48    | accident        |
| 18 | Arthur Chevrolet   | Frontenac           | 35    | mécanique       |
| 19 | Charlie Merz       | Peugeot             | 25    | mécanique       |
| 20 | Eddie Rickenbacker | Maxwell             | 9     | direction       |
| 21 | Aldo Franchi       | Peugeot-Sunbeam     | 9     | moteur          |

## Sources
- (en) Résultats complets sur le site officiel de l'Indy 500